# Попса (фильм)
«Попса́» — российский фильм-мелодрама режиссёра Елены Николаевой, вышедший в 2005 году. Снят по мотивам одноимённой повести Юрия Короткова, изданной в журнале «Смена» в 2002 году.

## Сюжет
18-летняя девочка Славка, мечтая о славе и большой сцене, приезжает в столицу на поезде Владивосток — Москва из провинциального Верхневилюйска. Славка ищет квартиру известного московского продюсера Ларисы Ивановны, которая, будучи проездом у них в городе во время гастролей её подопечного, певца Влада Бойцова, оставила ей визитку.
Славка становится свидетельницей того, как Лариса Ивановна вышвыривает из своей квартиры сожителя, популярного певца Дмитрия Громова, который был её продюсерским проектом. Спеша по делам, Лариса Ивановна берёт Славку с собой. Славка рассказывает о своей жизни в Верхневилюйске. Лариса Ивановна уверена, что Славка — типичная начинающая певичка и поначалу не разделяет её восторгов. Постепенно продюсер понимает, что, кроме таланта, за простодушием провинциалки стоит непохожий на пустую столичную мишуру характер.
На протяжении фильма Славка, следуя за продюсером, приподнимает завесу над истинной изнанкой жизни людей шоу-бизнеса: инфантилизм 50-летнего давно потерявшего популярность певца Льва Малиновского, похотливость и болезненное самолюбие престарелого поэта-песенника Ефима Ильича Ракитина (пародия на Илью Резника), двуличность продюсеров, хамство, проблемы с алкоголем и наркотиками, вера в то, что деньги решают всё, подпольные аборты и итог в виде дома умалишённых, куда попала одна из столичных певиц, сойдя с ума из-за потери голоса.
Лариса решает попробовать Славку в качестве новой протеже с условием, что Славка должна уехать в свой город и вернуться в Москву через год. В студии Славка знакомится со своим кумиром, Владом Бойцовым. В тот же вечер после концерта Влад и Славка едут к Бойцову домой. Славка решает провести свою первую ночь с кумиром, но ничего не получается, так как у Бойцова проблемы со здоровьем. Утром у подъезда певца Славку поджидают фанатки Бойцова, которые жестоко избивают её. На прощание Славка отдаёт одной из фанаток свою окровавленную куртку со словами: «Не выбрасывай, через год повесишь на стену вместо автографа! И запомни — меня Славкой зовут!».

## Отличия от оригинальной повести
В повести Юрия Короткова, которая вышла в журнале «Смена» в 2002 году, отсутствует сцена в психиатрической лечебнице. Также в сюжете фигурирует пейджер, на который Лариса Ивановна слала сообщения Славке. О пейджере сочиняет песню Ефим Ильич, тогда как на момент съёмок фильма пейджеры уже стали анахронизмом, поэтому в тексте песни этот атрибут уже заменен на мобильный телефон. Музыкальные композиции, использованные в фильме, также несколько отличаются от тех, что были предложены автором повести. Авторы фильма включили в сценарий реально существующие хиты от Лолиты, Ирины Аллегровой, Ивана Рудакова. Шайтанов в повести представлен как восточный сладкий красавчик, а в фильме изображен манерным женоподобным мужчиной, которого Славка приняла за представителя нетрадиционной сексуальной ориентации. Также в фильме Шайтанов пребывает «под каблуком» у матери, поэтому у него до сих пор нет постоянной девушки.
Также в повести Влад Бойцов фигурирует как «Последний герой», тогда как в фильме его называют «Отчаянный Герой», а Лариса Ивановна в шутку называет Влада Бандерасом (с отсылкой к фильму «Отчаянный») за длинные волосы и латиноамериканский типаж.

## В ролях
| Актёр              | Роль                                                                                     |
| ------------------ | ---------------------------------------------------------------------------------------- |
| Татьяна Васильева  | Лариса Ивановна                                                                          |
| Елена Великанова   | Славка                                                                                   |
| Дмитрий Певцов     | Дмитрий Громов, экс-любовник Ларисы Ивановны                                             |
| Всеволод Шиловский | Ефим Ильич Ракитин, престарелый поэт-песенник                                            |
| Лолита Милявская   | Ирина Пепеляева (Пеппи), скандальная, взбалмошная певица                                 |
| Иван Рудаков       | Влад Бойцов                                                                              |
| Илья Бледный       | Игорь Шайтанов                                                                           |
| Олег Непомнящий    | Юлик, продюсер, конкурент Ларисы                                                         |
| Рамиль Сабитов     | ведущий «лохотрона»                                                                      |
| Алексей Рудаков    | режиссёр клипа                                                                           |
| Лянка Грыу         | Алиса (Лисёнок), участница гёрлз-бенда                                                   |
| Сергей Апрельский  | Саша (Бульдозер), криминальный авторитет, муж Пепеляевой                                 |
| Алексей Гарнизов   | композитор                                                                               |
| Ольга Дроздова     | больная певица                                                                           |
| Валерий Гаркалин   | Лев Малиновский, популярный в прошлом певец, «сбитый летчик»; пение озвучил Евгений Осин |
| Константин Исаев   | водитель                                                                                 |
| Любовь Тихомирова  | фанатка                                                                                  |
| Наталья Гудкова    | любовница Дмитрия Громова                                                                |
| Бари Алибасов      | камео                                                                                    |
| Любовь Маркова     | фанатка Ларисы Ивановны                                                                  |
| Дмитрий Чернусь    | в эпизоде,                                                                               |

## Съёмочная группа
- Автор сценария: Юрий Коротков
- Режиссёр-постановщик: Елена Николаева
- Оператор-постановщик: Андрей Жегалов
- Художник-постановщик: Екатерина Залетаева
- Композитор: Юрий Потеенко

## Саундтрек
- Евгений Осин — «Золотая мечта»
- Елена Масальцева/Иван Рудаков — «Ночью Играет Флейта»
- Елена Масальцева — «Птица»
- Юрий Потеенко — тема из фильма «Попса»
- Дмитрий Чернусь — «Леннон, Марли, ЧеГевара»
- Лолита — «Приговорённая к любви»
- Иван Рудаков — «Гитара»